# Neolasioptera linderae
Neolasioptera linderae är en tvåvingeart som först beskrevs av Beutenmuller 1907.  Neolasioptera linderae ingår i släktet Neolasioptera och familjen gallmyggor.
Artens utbredningsområde är New York. Inga underarter finns listade i Catalogue of Life.